# Bulbophyllum lasianthum
Bulbophyllum lasianthum là một loài phong lan thuộc chi Bulbophyllum.